# 7439 Tetsufuse
7439 Tetsufuse eller 1994 XG1 är en asteroid i huvudbältet som upptäcktes den 6 december 1994 av den japanska astronomen Takao Kobayashi vid Ōizumi-observatoriet. Den är uppkallad efter Tetsuharu Fuse.
Asteroiden har en diameter på ungefär 6 kilometer.